# S.K. Spith
S.K. Spith var troligen identisk med en yrkesmålare verksam i Karlskrona i slutet av 1700-talet. 
På Blekinge museum i Karlskrona förvaras en amatörmässigt utförd målning på glas föreställande en man, som i handen håller en bok, på vars första blad står skrivet Vägen til Dät ewiga lifvet. Förklarad i en postilla skrifven af S.K. Spith. Man antar att målningen är ett självporträtt av en yrkesmålare verksam i Karlskrona från 1780-talet. Den på målningen anförda boktiteln är titeln på en bok från 1683 som i otaliga upplagor spreds som en liten andaktsbok av den danske biskopen Jens Dinesen Jersin och som i sin äldsta titel har det fullständiga namnet Vera via vitae, en rätt wäg til thet ewiga lijfwet där man i de senare upplagorna utelämnade de latinska orden. Målaren har sålunda tagit efter något av de många porträtt med präster och en bibel eller skrift i sin hand som förlaga och avporträtterat sig själv.